# Marta Grandi
Marta Grandi   (Bolonya, 3 de juliol de 1915 - Bolonya, 6 d'octubre de 2005) va ser una entomòloga italiana, experta en el grup dels efemeròpters.

## Biografia
Nascuda a Bolonya (Itàlia) el 3 de juliol de 1915, el seu pare, Alfredo Grandi, era un conegut pintor que usava el pseudònim de Garzia Fioresi, i germà de Guido Grandi, científic que va fundar l'Institut d'Entomologia de la Universitat de Bolonya i el va dirigir durant més de trenta anys. La seva mare, Paola Fiori pertanyia a una família de tradició de naturalistes. La seva única germana, Lea, va dedicar-se al dibuix i a la història de l'art, (va il·lustrar articles i llibres d'entomologia si bé sovint de manera anònima, només reconeguda pels agraïments de l'autor del text) però ella, des de la infància va mostrar interès per la natura i va aprendre del seu oncle les tècniques d'observació dels insectes.
El juliol de 1938 va obtenir la llicenciatura de Ciències Naturals a la Universitat de Bolonya. Va treballar com a professora de ciències naturals en l'ensenyament secundari (el liceo), primer a Cesena i des de 1956, a la seva ciutat natal. A més del seu treball com a professora d'estudis superiors, va ser investigadora voluntària a l'Institut d'Entomologia que dirigia el seu oncle. En aquell temps, els efemeròpters d'Itàlia eren gairebé desconeguts i Marta Grandi es va especialitzar en l'estudi d'aquests insectes, que va recol·lectar i fins i tot en va criar. Al llarg dels anys va acumular moltes dades sobre la sistemàtica, el comportament i el cicle biològic dels efemeròpters, especialment de les espècies que viuen a la regió d'Emilia-Romanya, però també d'altres regions d'Itàlia i fins i tot d'Àfrica, gràcies al material que altres entomòlegs li feien arribar. En va descriure setze espècies noves i en va publicar quaranta-sis articles.
Entre les seves publicacions destaca el llibre Ephemeroidea, que va ser el tercer volum de la col·lecció "Fauna d'itàlia". És un tractat que va més enllà de la taxonomia i inclou notes rellevants sobre l'ecologia i el comportament de moltes espècies. Tot i que és un llibre publicat el 1960, continua sent una obra de referència per als taxònoms i també per als estudiants i investigadors en hidrobiologia.
El 1962 l'Accademia dei Lincei va concedir-li el premi del Ministeri d'Educació de Ciències Naturals. El 1973 es retira de la recerca, molt probablement a causa del deteriorament de la seva visió, que li dificultava l'observació al microscopi, i el 1978, de l'ensenyament. Des d'aleshores es va dedicar a activitats de voluntariat social, ajudant persones pobres o marginades. Va morir a Bolonya el 6 d'octubre de 2005.